# Markham-Plateau
Das Markham-Plateau ist ein kleines, markantes und hochgelegene Plateau in der antarktischen Ross Dependency. Es erstreckt sich vom Mount Markham über eine Länge von 16 km nach Süden und bildet die Wasserscheide zwischen den nach Osten bzw. Westen fließenden Gletschern im nördlichen Teil der Queen Elizabeth Range.
Der United States Geological Survey kartierte das Plateau anhand eigener Tellurometer-Vermessungen und Luftaufnahmen der United States Navy aus den Jahren von 1960 bis 1962. Das Advisory Committee on Antarctic Names benannte es 1966 in Anlehnung an die Benennung des Mount Markham. Dessen Namensgeber ist Clements Markham (1830–1916), von 1893 bis 1905 Präsident der Royal Geographical Society und Graue Eminenz der britischen Polarforschung.